# スクリーム3
『スクリーム3』（原題：Scream 3）は、2000年に公開されたアメリカ映画。『スクリーム2』の続編である。

## 概要
『スクリーム2』の続編にして3部作の完結編とされる。
脚本は前2作品のケヴィン・ウィリアムソンからアーレン・クルーガーに交替している。ウィリアムソンによる初期案では再び高校を舞台としていたが、監督のウェス・クレイヴンは主人公らを大人にしようと考えており、この案を却下し、その後ウィリアムソンが多忙となったことからクルーガーが起用された。クルーガーはシリーズの大ファンであり、ストーリーやキャラクターをよく把握しており、アウトラインを3日間で仕上げたという。

## ストーリー
ウッズボローで発生した連続殺人事件の容疑者として逮捕され、のちに自身が無罪であることを証明して釈放されたコットン・ウェアリー。彼は前作でシドニーを助け、シドニーとともに犯人を滅ぼした。そのコットンが、マスクを被った謎の殺人鬼による襲撃を受ける。彼の恋人・クリスティーンを殺した殺人鬼は、コットンに「シドニーの居場所を教えろ」と尋ねるもコットンは構わず殺人鬼に抵抗する。だが、抵抗も空しく、コットンは殺人鬼に刺殺された。講演を行っていたゲイル・ウェザーズは、ロス市警に所属する警官・キンケイドから、コットンが殺されたという事実を聞かされる。事件は連続殺人に発展し、映画『スタブ3』の出演者たちが次々と殺害されていく。事件現場には、シドニーの母モーリー・プレスコットの顔写真が置かれていた。
警察の依頼で殺人事件を追っていたゲイルはデューイと協力し、ロス市警でシドニーと再会。ウォレス刑事の協力を仰いだ。前作で殺害されたランディの妹・マーサと出会い、ランディが残したビデオテープを受け取った。そのテープには、新たな殺人事件が起こるであろうことを予見していたランディが、自身が殺される前に殺人鬼の特徴のヒントを残していた。ランディが残した最期の映像を見たシドニーたちは、死んだランディのことを想い、涙した。
『スタブ3』の撮影スタジオを再現したセットに殺人鬼が現れてシドニーに襲い掛かる。なんとかセットから逃げ出し、デューイや警官たちに救われる。その頃モーリー・プレスコットについて調べていたゲイルは、『スタブ3』の出演者の1人、ジェニファーと協力し、モーリー・プレスコットが、ホラー映画によく出演していた女優「リナ・レイノルズ」であったという事実を突き止めた。デューイと合流したゲイルは、かつての映画プロデューサー、ジョン・ミルトンに会うが、「彼女はルールを破った」と言うだけで、それ以上の詳細については話そうとしなかった。
殺人鬼は、ゲイルやデューイをパーティーの会場に誘い出し、『スタブ3』に出演予定だった役者全員を惨殺し、さらにゲイルとデューイを人質にして捕らえる。シドニーは殺人鬼から電話でパーティー会場に呼び出されて襲われるが、キンケイド刑事が現れ、彼による援護攻撃のおかげで難を逃れる。その後、『スタブ3』の監督、ローマン・ブリッジャーが姿を現し、全ての殺人事件の真相を明かし、事前に捕らえていたジョン・ミルトンの首を掻っ切って殺害した。
彼はシドニーの生き別れの兄であった。母モーリーを長年探し、ようやく母を見つけたが、「自分の子供はシドニーだけ」と冷たく突き放された。ローマンは母を憎み、母に愛されて育った妹を強く憎んだ。ローマンはビリー・ルーミスを利用してモーリーを殺害させ、コットンを殺人犯に仕立て上げたのだという。全てを告白したローマンはシドニーに襲い掛かった。シドニーは何度も窮地に陥るが、ローマンに反撃する。倒れたローマンは、涙を流し、妹の手を握りながら目を閉じた。しかしその後再び起き上がって襲い掛かる。デューイが何度銃撃を浴びせても倒れないほどの耐久力を見せ付けたが、額を撃ち抜かれると、今度こそ倒れて死亡した。数日後、デューイはゲイルに指輪を送ってプロポーズし、2人は結婚する。デューイ、ゲイル、キンケイドも加わり、シドニーは穏やかな一時を過ごす。

## 登場人物

### 前々作から登場
シドニー・プレスコット（Sidney Prescott）
演 - ネーヴ・キャンベル
物語の主人公。女性の人権ホットラインのオペレーターの仕事に従事している描写がある。
デューイ・ライリー（Dwight "Dewey" Riley）
演 - デヴィッド・アークエット
ウッズボロー警察保安官代理。『スタブ3』のテクニカルアドバイザーとして呼ばれている。
ゲイル・ウェザーズ（Gale Weathers）
演 - コートニー・コックス・アークエット
前作と同様に、デューイと協力して事件の真相を探る。
コットン・ウェアリー（Cotton Weary）
演 - リーヴ・シュレイバー
ニュース・ショー『コットン100％』の司会者。物語の冒頭で殺人鬼に惨殺されてしまう。
ランディ・ミークス（Randy Meeks）
演 - ジェイミー・ケネディ
故人。シドニーの古くからの友人。本作ではビデオテープの映像に登場。ビデオ映像の中でシドニーたちに語り掛ける。自身の記録映像を冗談めかして「遺作」と呼んでいる。

### 映画関係者
ローマン・ブリッジャー（Roman Bridger）
演 - スコット・フォーリー
映画監督。シドニーの異父兄。
ジョン・ミルトン（John Milton）
演 - ランス・ヘンリクセン
映画撮影スタジオの社長で、ホラー映画のプロデューサーを務める。
トム・プリンズ（Tom Prinze）
演 - マット・キースラー
『スタブ3』のデューイ役。
サラ・ダーリング（Sarah Darling）
演 - ジェニー・マッカーシー
『スタブ3』のキャンディ役。
アンジェリーナ・タイラー（Angelina Tyler）
演 - エミリー・モーティマー
『スタブ3』のシドニー役。
ジェニファー・ジョリー（Jennifer Jolie）
演 - パーカー・ポージー
『スタブ3』のゲイル役。
タイソン・フォックス（Tyson Fox）
演 - デオン・リッチモンド
『スタブ3』のリッキー役。
スティーヴ・ストーン（Steven Stone）
演 - パトリック・ウォーバートン
サラのボディーガード。デューイをコケにしている。
ビアンカ・バーネット（Bianca Burnette）
演 - キャリー・フィッシャー
ジョンの部下で、昔の女優に詳しい。『スター・ウォーズ』のレイア姫を演じた女優と瓜二つで、レイア姫役を争ったが敗れたという。
ドン・クロスビー（Don Crosby）
演 - ロジャー・コーマン
映画のスタッフ関係者。

### その他
マーク・キンケイド（Mark Kincaid）
演 - パトリック・デンプシー
ロス市警に所属する刑事。シドニーを探している。
ウォレス（Wallace）
演 - ジョシュ・パイス
ロス市警に所属する刑事。
クリスティーン・ハミルトン（Christine Hamilton）
演 - ケリー・ラザフォード
コットンの恋人。物語の冒頭で殺人鬼に惨殺された。
マーサ・ミークス（Martha Meeks）
演 - ヘザー・マタラッツォ
ランディの妹。兄が残したビデオメッセージをシドニーたちに手渡す。
ニール・プレスコット（Neil Prescott）
演 - ローレンス・ヘクト
シドニーの父。1人で暮らしている娘を心配する。
モーリーン・プレスコット（Maureen Prescott）
演 - リン・マクリー
故人。シドニーとローマンの母。睡眠中のシドニーの夢の中に姿を現す。
ジェイ（Jay）
演 - ジェイソン・ミューズ
スタジオツアーの観光者。
サイレント・ボブ（Silent Bob）
演 - ケヴィン・スミス
スタジオツアーの観光者。
スタジオツアーでビデオカメラを持っている男
演 - ウェス・クレイヴン
電話口での殺人鬼
声 - ロジャー・L・ジャクソン

## 出演
| 役名                               | 俳優                       | 日本語吹替                          |
| ---------------------------------- | -------------------------- | ----------------------------------- |
| シドニー・プレスコット             | ネーヴ・キャンベル         | 根谷美智子                          |
| デューイ・ライリー                 | デヴィッド・アークエット   | 宮本充                              |
| ゲイル・ウェザーズ                 | コートニー・コックス       | 佐々木優子                          |
| コットン・ウェアリー               | リーヴ・シュライバー       | 小杉十郎太                          |
| クリスティーン・ハミルトン         | ケリー・ラザフォード       | 渡辺美佐                            |
| ランディ・ミークス                 | ジェイミー・ケネディ       | 神奈延年                            |
| マーサ・ミークス                   | ヘザー・マタラッツォ       | 徳光由禾                            |
| ニール・プレスコット               | ローレンス・ヘクト         | 仲野裕                              |
| モーリーン・ロバーツ・プレスコット | リン・マクリー             |                                     |
| マーク・キンケイド刑事             | パトリック・デンプシー     | 井上和彦                            |
| ローマン・ブリッジャー             | スコット・フォーリー       | 置鮎龍太郎                          |
| ジョン・ミルトン                   | ランス・ヘンリクセン       | 佐々木勝彦                          |
| トム・プリンズ                     | マット・キースラー         | 緑川光                              |
| サラ・ダーリング                   | ジェニー・マッカーシー     | 山田みほ                            |
| アンジェリーナ・タイラー           | エミリー・モーティマー     | 本田貴子                            |
| ジェニファー・ジョリー             | パーカー・ポージー         | 日野由利加                          |
| タイソン・フォックス               | デオン・リッチモンド       | 花輪英司                            |
| ウォレス刑事                       | ジョシュ・パイス           |                                     |
| スティーヴ・ストーン               | パトリック・ウォーバートン | 谷昌樹                              |
| ビアンカ・バーネット               | キャリー・フィッシャー     | 野沢由香里                          |
| スチュアート・マーカー（声のみ）   | マシュー・リラード         | 森川智之                            |
| ビリー・ルーミス（声のみ）         | スキート・ウールリッチ     | 三木眞一郎                          |
| 電話口での殺人鬼の声               | ロジャー・L・ジャクソン    | 山野井仁                            |
| 役不明又はその他                   |                            | 彩木香里 緒方文興 佐久田修 平野俊隆 |

## 製作
- 監督：ウェス・クレイヴン
- 製作：キャシー・コンラッド、ケヴィン・ウィリアムソン、マリアンヌ・マッダレーナ
- 共同製作：ディクシー・J・カップ、ジェリー・プレク
- 共同製作総指揮：スチュアート・M・ベッサー
- 脚本：アーレン・クルーガー
- 撮影：ピーター・デミング
- プロダクションデザイン：ブルース・アラン・ミラー
- 衣装：アビゲイル・マレイ
- 音楽：マルコ・ベルトラミ
- 音楽監修：エド・ジェラード
- オリジナルキャラクター：ケヴィン・ウィリアムソン
- キャスティングディレクター：リサ・ビーチ